# Стефан Ангелов (офицер)
Вижте пояснителната страница за други личности с името Стефан Ангелов.
Стефан Найденов Ангелов е български офицер, генерал-майор от МВР.

## Биография
Роден е на 22 ноември 1936 г. в софийското село Пауново. Завършва Висшето народно военно училище във Велико Търново през 1958 г. Службата си започва в двадесет и втори мотострелкови полк в Харманли. Там остава до 1962 г., когато става граничен офицер. Между 1962 и 1968 г. е заместник-командир последователно на граничните застави в село Белополяне и в местността Хамбар дере и двете към Ивайловградския граничен отряд. От 1964 г. е резидент на управление III (ВКР) на Държавна сигурност с псевдоним „Бойко“. Снет е от действащия оперативен отчет през 1968 г. От 1968 до 1971 г. учи във Военната академия в София. След това служи в отделение “Оперативно-бойна подготовка“ на Смолянския отряд, както и в оперативния отдел на Управление “Гранични войски“. Има завършен курс в АОНСУ и висш граничен курс. От 1974 до 1978 г. е началник-щаб на Петричкия граничен отряд, а от 1978 до 1983 г. е негов началник. В периода 1983 – 1989 г. е заместник-командир на Гранични войски. Между декември 1989 и 28 август 1991 г. е командващ войските на МВР, които включват и гранични войски. В периода 1 март 1990 г. – 6 май 1992 г. е командващ Гранични войски. От 22 февруари 1990 г. е генерал-майор. Излиза в запаса на 4 май 1992 г. Инициатор, един от основателите и пръв председател на клуб „Граничар“ към Съюза на офицерите и сержантите от запаса и резерва.
През декември 2021 г. генерал-майор от запаса Стефан Ангелов е награден от министъра на вътрешните работи Бойко Рашков с почетно отличие „За доблест и заслуга“ втора степен. Умира на 23 юни 2022 г.

## Награди
- Почетно отличие „За доблест и заслуга“ втора степен (2021)